# Îlots de Wolff-Pander
 (février 2021).
Si vous disposez d'ouvrages ou d'articles de référence ou si vous connaissez des sites web de qualité traitant du thème abordé ici, merci de compléter l'article en donnant les références utiles à sa vérifiabilité et en les liant à la section « Notes et références ».
Les îlots de Wolff-Pander apparaissent à la fin de la troisième semaine de développement embryonnaire. 
Ils correspondent aux futurs vaisseaux sanguins et à la future paroi de ces vaisseaux. Les cellules centrales des îlots de Wolff-Pander correspondent aux futures cellules souches sanguines tandis que les cellules périphériques correspondent à la paroi de ces mêmes vaisseaux. 
Ils apparaissent au niveau du mésenchyme extra embryonnaire au niveau du splanchnopleure extraembryonnaire ou lame vitelline et de la lame choriale, bordant les cellules du cytotrophoblaste. 
On les attribue à Caspar Friedrich Wolff, physiologiste allemand du XVIIIe siècle et père de l'embryologie ainsi qu'à Christian Heinrich von Pander, embryologiste et zoologiste  germano-balte du XVIIIe siècle.